# Alfred Montagne
Alfred Marie Joseph Louis Montagne (* 20. Juni 1881 in Pézenas, Département Hérault; † 26. Februar 1963 in Montpellier, Département Hérault) war ein französischer Offizier, der unter anderem als Generalleutnant im Zweiten Weltkrieg 1939 Kommandierender General des XII. Korps sowie zwischen 1939 und 1940 Kommandierender General des XV. Korps war und mit diesem im Juni 1940 an der Schlacht in den Westalpen teilnahm.

## Leben
Alfred Marie Joseph Louis Montagne, Sohn des Apothekers Louis François Stanislas Montagne (1848–?) und von Joséphine Blanche Désirée Azémar (1848–1933), absolvierte vom 12. Oktober 1901 bis zum 1. Oktober 1903 ein Studium an der École polytechnique in Palaiseau und trat daraufhin als Leutnant (Sous-Lieutenant) in das 6. Artillerieregiment (6e régiment d'artillerie) ein. Nach dem Besuch der École d’application de l’artillerie et du génie in Metz diente er als Offizier in zahlreichen Artillerieregimentern des Heeres (Armée de terre) und wurde am 9. November 1911 zum Oberleutnant (Lieutenant) und am 24. September 1912 zum Hauptmann (Capitaine) befördert. Während des Ersten Weltkrieges diente er unter anderem als Offizier in der Orientarmee (Armée d’Orient) und wurde am 4. Juli 1915 zum Ritter der Ehrenlegion ernannt. Er wurde zudem am 1. August 1917 zum Major (Chef d’escadron) befördert. Für seine Verdienste wurde er mit dem Croix de guerre 1914–1918 ausgezeichnet.
In der Zwischenkriegszeit fand Montagne zahlreiche Verwendungen als Offizier und Stabsoffizier wie zum Beispiel bei General Charles Nollet, der Mitglied des Obersten Kriegsrates (Conseil supérieur de la guerre) war. In dieser Verwendung wurde er als Oberst (Colonel) am 1. Dezember 1926 zum Offizier der Ehrenlegion ernannt. Nach weiteren Dienststellung war er zwischen dem 6. September 1931 und dem 15. Juni 1936 Chef des Stabes des Zentrums für höhere Militärstudien CHEM (Centre des hautes études militaires) und wurde in dieser Funktion am 20. März 1933 zum Brigadegeneral (Général de brigade) befördert. Er übernahm am 15. Juni 1936 als Nachfolger von General Marcel Garchery den Posten als Kommandeur der 25. motorisierten Infanteriedivision (25e division d’infanterie motorisée) und verblieb in dieser Funktion bis zum 4. September 1938, woraufhin General Jean-Baptiste Molinié ihn ablöste. In dieser Position erfolgte am 16. Juli 1936 auch seine Beförderung zum Generalmajor (Général de division). Im Anschluss war er vom 4. September 1938 bis zum 1. April 1939 erst Befehlshaber der 14. Militärregion in Bordeaux sowie daraufhin zwischen 1. April und dem 2. September 1939 Befehlshaber der Militärregion Paris. Während dieser Zeit wurde er am 29. Juni 1939 zudem zum Kommandeur der Ehrenlegion ernannt.
Zu Beginn des Zweiten Weltkrieges wurde Alfred Montagne am 2. September 1939 Kommandierender General des wieder aufgestellten XII. Korps (12e corps d’armée) und hatte dieses Kommando bis zu seiner Ablösung durch General Henri Dentz am 15. November 1939 inne und wurde am 4. September 1939 zum Generalleutnant (Général de corps d’armée) befördert. Er selbst wiederum übernahm von General Dentz am 20. Oktober 1939 den Posten als Kommandierender General des XV. Korps (15e corps d’armée) und nahm mit diesem an der Schlacht in den Westalpen (10. bis 25. Juni 1940) teil, die mit dem Waffenstillstand in der Villa Incisa bei Rom und der italienischen Besetzung Südfrankreichs endete. Nachdem er zwischen dem 4. Juli und dem 21. Oktober 1940 in die Reserve versetzt worden war, fungierte er vom 21. Oktober bis zum 10. November 1940 kurzzeitig als Befehlshaber der 9. Militärregion in Tours sowie zuletzt zwischen dem 10. November 1940 und seinem Eintritt in den Ruhestand am 20. Juni 1941 als Befehlshaber der 9. Division. Am 26. März 1955 wurde er des Weiteren noch zum Großoffizier der Ehrenlegion ernannt.
Montagne war seit dem 31. März 1937 mit Jeanne Victorine Marie Anne Augé (1884–?) verheiratet, deren Vater Justin Augé (1850–1925) von 1897 bis 1910 Mitglied der Abgeordnetenkammer war.

## Veröffentlichung
- La bataille pour Nice et la Provence, Éditions des Arceaux, Montpellier 1951